# 驷钧
驷钧（?—?），西汉人，西汉初年人物，齐哀王刘襄的舅父。
前180年，吕后死后，吕产、吕禄控制朝政，被大臣認為要兵變，齐王刘襄從其弟劉章處听说，决定发兵西进平乱，并乘机夺取帝位。驷钧积极支持齐王与魏勃刧奪齐相召平的军队。召平自杀。驷钧担任齐相，与齐王率兵西进。平定诸吕之乱后，大臣想要拥立齐王，但是因为驷钧等外戚「恶戾」，于是改立代王刘恒，为汉文帝。前179年，驷钧被封清都侯，又作邬侯、清郭侯，在位六年。前174年，因为济北王刘兴居举兵造反，驷钧不抵抗，被判有罪，国除。

## 註解
1. ↑  《汉书》卷四：淮南王舅趙兼為周陽侯，齊王舅駟鈞為靖郭侯，故常山丞相蔡兼為樊侯。